# Josh Nebo
Joshua Okechukwu Nebo, detto Josh (Houston, 17 luglio 1997), è un cestista statunitense naturalizzato sloveno.

## Statistiche

### College
| Anno      | Squadra              | PG  | PT | MP   | TC%  | 3P%  | TL%  | RP  | AP  | PRP | SP  | PP   |
| --------- | -------------------- | --- | -- | ---- | ---- | ---- | ---- | --- | --- | --- | --- | ---- |
| 2015-2016 | St. Francis R. Flash | 30  | 29 | 22,8 | 48,7 | -    | 52,2 | 5,1 | 0,5 | 0,2 | 1,9 | 4,9  |
| 2016-2017 | St. Francis R. Flash | 34  | 32 | 29,7 | 56,6 | 50,0 | 59,5 | 8,2 | 0,7 | 0,3 | 2,6 | 12,0 |
| 2018-2019 | Texas A&M Aggies     | 30  | 2  | 19,6 | 69,9 | -    | 69,5 | 5,4 | 0,3 | 0,2 | 2,3 | 8,1  |
| 2019-2020 | Texas A&M Aggies     | 29  | 27 | 28,8 | 66,5 | 0,0  | 61,3 | 6,2 | 0,8 | 0,4 | 1,9 | 12,5 |
| Carriera  | Carriera             | 123 | 90 | 25,4 | 60,4 | 33,3 | 60,9 | 6,3 | 0,6 | 0,3 | 2,2 | 9,4  |

### Eurolega
| Anno      | Squadra          | PG  | PT | MP   | TC%  | 3P% | TL%  | RP  | AP  | PRP | SP  | PP   |
| --------- | ---------------- | --- | -- | ---- | ---- | --- | ---- | --- | --- | --- | --- | ---- |
| 2021-2022 | Žalgiris Kaunas  | 28  | 17 | 22,6 | 64,6 | 0,0 | 67,2 | 6,2 | 0,5 | 0,6 | 0,8 | 8,8  |
| 2022-2023 | Maccabi Tel Aviv | 39  | 33 | 21,6 | 64,8 | -   | 61,3 | 6,2 | 0,6 | 0,4 | 0,5 | 7,4  |
| 2023-2024 | Maccabi Tel Aviv | 39  | 39 | 23,7 | 66,7 | 0,0 | 71,4 | 7,1 | 0,6 | 0,6 | 0,9 | 11,2 |
| 2024-2025 | Olimpia Milano   | 4   | 3  | 19,9 | 60,9 | 0,0 | 50,0 | 4,5 | 0,8 | 0,2 | 1,0 | 8,2  |
| Carriera  | Carriera         | 110 | 92 | 22,3 | 65,6 | 0,0 | 66,7 | 6,4 | 0,6 | 0,5 | 0,8 | 9,1  |

## Palmarès

### Squadra
- Campionato israeliano: 2

Maccabi Tel Aviv: 2022-2023, 2023-2024
- Coppa di Lituania: 1

Žalgiris Kaunas: 2021-2022
- Coppa di Lega israeliana: 1

Maccabi Tel Aviv: 2022
- Supercoppa italiana: 1

Olimpia Milano: 2024

### Individuale
- All-Israeli League Second Team: 1

Hapoel Eilat: 2020-2021